# Alexei Kostrikin
Alexei Ivanovich Kostrikin (12 de fevereiro de 1929 — Moscou, 22 de setembro de 2000) foi um matemático russo.